# Von Freeman
Earl Lavon Freeman Sr. (Chicago, 3 oktober 1923 - aldaar, 11 augustus 2012) was een Amerikaanse jazzsaxofonist (tenor) en componist.

## Biografie
Freeman was de zoon van een politieman en amateurtrompettist, die was bevriend met Louis Armstrong en Earl Hines. Hij leerde als kind het piano-, klarinet- en saxofoonspel en bezocht de DuSable High School, waar hij onder begeleiding van Captain Walter Dyett samen met Gene Ammons werd opgeleid voor het ensemblespel in een band. Nadat hij een jaar had gespeeld in het orkest van Horace Henderson, was hij tijdens zijn militaire diensttijd van 1941 tot 1945 lid van de US Navy Hellcats, een band van de Amerikaanse marine.
Verschillende orkestleiders als King Kolax, Billy Eckstine en later ook Miles Davis konden hem niet overhalen om mee te gaan op tournee. Hij bleef liever in Chicago en behoorde daar tot 1950 bij de huisband van de Chicago's Pershing Ballroom. In 1948/1949 werkte hij kortstondig ook met Sun Ra. Daarna formeerde hij een band met zijn broers George en Bruce Freeman en Ahmad Jamal, die in 1951 werd vervangen door Andrew Hill. In 1956 begeleidde hij met Andrew Hill en Malachi Favors de doowop-formatie De'bonairs bij Ping Records. Tijdens de jaren 1960 was hij werkzaam in het bluescircuit, nam hij op met Milt Trenier, in wiens band hij speelde van 1966 tot 1969 en werkte hij ook met Jimmy Reed, Otis Rush en Gene Chandler.
Daarna concentreerde hij zich weer op de jazz en trad hij op met Dexter Gordon. Zijn eerste album Doin' It Right Now onder zijn eigen naam ontstond in 1972 op initiatief van Rahsaan Roland Kirk, die de plaat ook produceerde. In 1982 speelde hij met zijn zoon Chico Freeman en Ellis Marsalis met diens zoons Wynton en Branford het album Fathers&Sons in. Tijdens de jaren 1990 en 2000 nam hij voor de labels SteepleChase Records, Delmark Record, Nessa Records en Premonition Records meerdere albums op.

## Overlijden
Von Freeman overleed in augustus 2012 op 88-jarige leeftijd.

## Onderscheidingen
2011: NEA Jazz Masters Fellowship van de NEA Stichting

## Discografie
- 1972: Doin’ It Right Now met Jimmy Cobb, Sam Jones, John Merritt Young, Atlantic Records
- 1975: Have No Fear met Wilbur Campbell, David Shipp, John M. Young
- 1975: Serenade and Blues met Wilbur Campbell, David Shipp, John M. Young, Nessa Records
- 1977: Young and Foolish met Wilbur Campbell, David Shipp, Charles Walton, John M. Young
- 1989: Walkin’ Tuff met Wilbur Campbell, Dennis Carroll, Carroll Crouch, Jon Logan, Ken Prince, Michael Raynor
- 1992: Lester Leaps In met Wilbur Campbell, Jodie Christian, Eddie de Haas
- 1993: Dedicated to You met Wilbur Campbell, Jodie Christian, Eddie DeHaas
- 1993: Inside Chicago, Vol. 3 und 4 (live) met Brad Goode, Paul McKee, Stewart Miller, Bob Rummage
- 1994: Never Let Me Go met Wilbur Campbell, Jodie Christian, Eddie DeHaas
- 1995: Inside Chicago Vol. 1 und 2 met Sherman Davis, Brad Goode, Joan Hickey, Michael Raynor
- 1996: Live at the Dakota met Terry Burns, Phil Hey, Bobby Peterson
- 1998: Live at the Blue Note: 75th Birthday Celebration met George Cables, Santi Debriano, Gene Jackson, Dianne Reeves
- 1998: Von & Ed met Ed Petersen, Willie Pickens, Brian Sandstrom, Robert Shy
- 1999: You Talkin’ to Me?! met Frank Catalano, Larry Kohut, Larry Novak, Joel Spencer
- 2001/02: The Improvisor met Mike Allemana, Mark Helias, Jason Moran, Michael Raynor, Nasheet Waits
- 2003: The Great Divide met Jimmy Cobb, John Webber, Richard Wyands
- 2006: Good Forever met John Webber, Richard Wyands